# Пон-де-Шерюи
Пон-де-Шерю́й (фр. Pont-de-Chéruy) — коммуна во Франции, находится в регионе Рона — Альпы. Департамент коммуны — Изер. Входит в состав кантона Пон-де-Шерюй. Округ коммуны — Вьенн.
Код INSEE коммуны — 38316. Население коммуны на 2006 год составляло 4778 человек. Населённый пункт находится на высоте от 196 до 236 метров над уровнем моря. Муниципалитет расположен на расстоянии около 410 км юго-восточнее Парижа, 26 км восточнее Лиона, 80 км северо-западнее Гренобля. Мэр коммуны — M. Alain Tuduri, мандат действует на протяжении 2001—2008 гг.
Динамика населения (INSEE):

## Города-побратимы
- Ливорно-Феррарис, Италия (2001)